# Berlin-Marathon 1997
| 24. Berlin-Marathon    | 24. Berlin-Marathon             |
| ---------------------- | ------------------------------- |
| Stadt                  | Berlin, Deutschland             |
| Datum                  | 28. September 1997              |
| Distanz                | 42,195 Kilometer                |
| Sieger                 |                                 |
| Männer                 | Elijah Lagat (2:07:41 h)        |
| Frauen                 | Catherina McKiernan (2:23:44 h) |
| ← Berlin-Marathon 1996 | Berlin-Marathon 1998 →          |
| Website                | Offizielle Website              |

Der Berlin-Marathon 1997 war die 24. Ausgabe der jährlich stattfindenden Laufveranstaltung in Berlin, Deutschland. Der Marathon fand am 28. September 1997 statt.
Bei den Männern gewann Elijah Lagat in 2:07:41 h, bei den Frauen Catherina McKiernan in 2:23:44 h.

## Ergebnisse

### Männer
| Platz | Athlet             | Land      | Zeit (h) |
| ----- | ------------------ | --------- | -------- |
| 01    | Elijah Lagat       | Kenia     | 2:07:41  |
| 02    | Eric Kimaiyo       | Kenia     | 2:07:43  |
| 03    | Sammy Lelei        | Kenia     | 2:08:00  |
| 04    | Jackson Kipngok    | Kenia     | 2:08:36  |
| 05    | Ronaldo da Costa   | Brasilien | 2:09:07  |
| 06    | Jackson Kabiga     | Kenia     | 2:09:15  |
| 07    | Andries Khulu      | Südafrika | 2:09:36  |
| 08    | Abdessalam Serrokh | Marokko   | 2:09:46  |
| 09    | Andre-Luis Ramos   | Brasilien | 2:09:50  |
| 10    | Andrea Sipe        | Tansania  | 2:10:17  |

### Frauen
| Platz | Athletin            | Land      | Zeit (h) |
| ----- | ------------------- | --------- | -------- |
| 01    | Catherina McKiernan | Irland    | 2:23:44  |
| 02    | Madina Biktagirowa  | Russland  | 2:24:48  |
| 03    | Marleen Renders     | Belgien   | 2:26:18  |
| 04    | Kayoko Obata        | Japan     | 2:27:27  |
| 05    | Renata Kokowska     | Polen     | 2:29:38  |
| 06    | Mayumi Ichikawa     | Japan     | 2:30:26  |
| 07    | Simona Staicu       | Rumänien  | 2:31:12  |
| 08    | Viviane de Oliveira | Brasilien | 2:31:39  |
| 09    | Kaori Yamauchi      | Japan     | 2:37:39  |
| 10    | Anna Rybicka        | Polen     | 2:39:48  |